# Libba Bray
Libba Bray (11 marzo 1964) è una scrittrice statunitense, autrice della trilogia per ragazzi Una grande e terribile bellezza (2003), Angeli Ribelli  (2005) e La rivincita di Gemma (2007), tutti e tre pubblicati in Italia da Elliot Edizioni.
Vive a New York con il marito. La sua storia fu segnata dal divorzio dei genitori e da un terribile incidente che da quando aveva 18 anni l'ha costretta a continui interventi chirurgici.

## Altre pubblicazioni
- La stella nera di New York, Fazi/Lain